# Stato stazionario (farmacologia)
Lo stato stazionario, steady state dalla lingua inglese, è lo stato d'equilibrio; è un parametro molto utile nello studio della cinetica di un farmaco.
Quando si somministra un farmaco, la concentrazione plasmatica dello stesso, nel tempo, subisce oscillazioni che diventano minime dopo un certo periodo di assunzione. Dopo un certo numero di somministrazioni la quantità di farmaco eliminata corrisponde a quella introdotta per ogni somministrazione: a questo punto il sistema è appunto in steady state. 
Questa situazione si raggiunge dopo un tempo pari a 4-5 volte l'emivita del farmaco (ad esempio un farmaco che ha un'emivita di 20 ore arriverà allo steady state dopo 80-100 ore, a seguito di 4-5 somministrazioni ripetute dello stesso farmaco).
Bisogna poi ricordare che il monitoraggio terapeutico dei farmaci (TDM) si effettua allo stato stazionario.